# Berufsfachschule (Schweiz)
Die Berufsfachschulen vermitteln den theoretischen Unterricht im Rahmen der dualen beruflichen Grundbildung (Berufslehre). Oft sind ihnen Abteilungen für die höhere Berufsbildung und/oder die berufliche Weiterbildung angegliedert.
Der Begriff Berufsfachschule ersetzt seit 1. Januar 2004 den traditionellen Begriff Berufsschule. Im Volksmund wird auch von Gewerbeschule (für gewerbliche Berufsfachschule) und von KV-Schule (für kaufmännische Berufsfachschule) gesprochen.
Die Berufsfelder in der Schweiz, nach denen sich die Berufsfachschulen gliedern, werden in verschiedene Fachrichtungen eingeteilt. Die Kantone haben dafür zu sorgen, dass die Berufslernenden (Lehrlinge) den vorgesehenen Unterricht besuchen können, sei es, in dem sie für das jeweilige Berufsfeld Berufsfachschulen führen, sei es, dass sie sie in die Schule eines anderen Kantons senden und diesen dafür entschädigen.

## Gewerbliche, industrielle und technische Berufe
Für 1-2 Tage in der Woche besuchen die Lernenden die Berufsfachschule, wo sie allgemein bildenden Unterricht (inkl. Sport) und berufskundlichen Unterricht besuchen.

### Allgemeine Bildung
Der allgemein bildende Unterricht dauert in der Regel einen halben Tag pro Woche und umfasst Sprache und Kommunikation, Recht und Gesellschaft und Sport. Ziel ist u. a. die Verbesserung der Sozialkompetenz.
Der Lehrplan für die Allgemeinbildung ist für alle Berufe gleich. Dennoch findet der Unterricht in berufsfeldbezogenen Klassen statt.

### Berufskundliche Bildung
Diese Fächer haben einen sehr engen Praxisbezug zu dem Gelernten im Betrieb (z. B. Berufskunde, Fachrechnen, Warenkunde, Werkstofftechnik usw.).

### Weiteres
Für Jugendliche mit überdurchschnittlicher Begabung besteht die Möglichkeit, ergänzend die Berufsmittelschule zu besuchen oder auch das Angebot verschiedener Freifachkurse zu nutzen. Diese werden jeweils an den verschiedenen Berufsfachschulen angeboten. Die Kurse können individuell auf den Beruf bezogen oder auf die Allgemeinbildung ausgerichtet sein, z. B. Informatikkurse oder Fremdsprache.
Für leistungsschwächere Jugendliche werden an den verschiedenen Berufsfachschulen so genannte Stützkurse angeboten, die eine Hilfestellung für die Lernenden bietet.
Es werden je nach Beruf auch zusätzliche Attestsausbildungen durchgeführt.
Für die jeweiligen Berufe müssen auch verschiedene Grundvoraussetzungen erfüllt und verschiedene Anforderungsprofile gestellt werden.

## Kaufmännische Berufsfachschulen und Detailhandel
Wichtigste Berufe: Kaufmann (früher: kaufmännischer Angestellter), Detailhandelsangestellter, Buchhändler
Beim Beruf Kaufmann stehen den Berufslernenden je nach schulischen und persönlichen Voraussetzungen sowie dem Interesse drei Anforderungsprofile zur Auswahl: Kaufmann Basisbildung (B), erweiterte Grundbildung (E) und Lehre mit Berufsmaturität (M).
Ein Profilwechsel ist bis zum Beginn des 2. Lehrjahres möglich.
Schulische Ausbildung
Die schulische Grundbildung, welche mehrheitlich 2 Tage pro Woche erfolgt, setzt sich aus folgenden Elementen zusammen:
- IKA: Unterricht in Information, Kommunikation und Administration.
- W&G: Unterricht in Wirtschaft und Gesellschaft
- Sprachen: Unterricht in Deutsch sowie je nach Profil in ein oder zwei Fremdsprachen
- Sportunterricht

Im Profil M findet zusätzlich Unterricht in Mathematik und Geschichte statt und W & G ist unterteilt in Finanz- und Rechnungswesen (FRW) und Volkswirtschaftslehre, Betriebswirtschaftslehre und Rechtskunde (VBR).
Die Lernenden der Profile B und E besuchen im dritten Lehrjahr die Berufsfachschule nur einen Tag pro Woche, die Lernenden des Profil M in allen Lehrjahren zwei Tage pro Woche.
Die Schulen bieten den Berufslernenden auch Freifächer an. Teilweise werden auch Sprachaufenthalte in England und Frankreich angeboten.
Eine Besonderheit: Träger der kaufmännischen Berufsfachschulen sind in der deutschsprachigen Schweiz meist die regionalen kaufmännischen Verbände. Die anderen Schulen werden grossmehrheitlich von den Kantonen getragen.

## Gesundheit und Soziale Berufe
Wichtigste Berufe: Fachmann Betreuung (FaBe), Fachmann Gesundheit (FaGe)
Die Ausbildungszeit an der Berufsfachschule nach der obligatorischen Schulbildung beträgt 3 Jahre. Für Erwachsene gibt es die Möglichkeit, eine verkürzte Lehre von 2 Jahren zu absolvieren.
Im Bereich der FaGe gibt es verschiedene Möglichkeiten der schulischen Ausbildung. Je nach Berufsfachschule wird der Unterricht in Modulen (Blockkurse) oder an 1,5 Tagen pro Woche (1 Tag Berufskunde, ½ Tag Allgemeinbildung und Sport) durchgeführt. An einigen Schulen sind die Schultage auch auf die Lehrjahre abgestimmt:
- 1. Jahr: 4 Tage/Woche
- 2. Jahr: 2 Tage/Woche
- 3. Jahr: 1 Tag/Woche

Allgemeine Bildung
An den Schulen werden die Themen Turnen/Sport und Allgemeinbildung nach einem eigenen Lehrplan vermittelt.
Berufskundliche Bildung der FaBe
Die Berufskunde wird unterteilt in:
Allgemeine Berufskenntnisse;
- Begleiten und Betreuen im Alltag,
- Kommunikation und Zusammenarbeit,
- Mensch und Entwicklung,
- Ethik, Berufsrolle, Qualität und Organisation

und Spezifische Berufskenntnisse;
- Behindertenbetreuung
- Kinderbetreuung.

Berufskundliche Bildung der FaGe
- Pflege und Betreuung
- Lebensumfeld und Alltagsgestaltung
- Administration und Logistik
- Medizinaltechnik
- Berufsübergreifende Berufskunde

Es werden auch zusätzliche Freifachkurse angeboten. Die Lernenden haben auch die Möglichkeit, während der Ausbildung die Berufsmatura zu absolvieren.

## Land- und Forstwirtschaft
Landwirt, landwirtschaftliche Spezialberufe
Die Ausbildung zum Landwirt ist traditionell in 2 Teile gegliedert:
1. Teil: Ein Tag pro Woche Berufsfachschule (Dauer 2 Jahre) mit anschliessender Lehrabschlussprüfung 1 (LAP 1).
2. Teil: Landwirtschaftsschule. Als Aufnahmebedingung gilt eine bestandene LAP1.

Es gibt 2 Varianten, die Landwirtschaftsschule zu absolvieren – entweder als Jahreslandwirtschaftsschule oder als Winterlandwirtschaftsschule mit anschliessender LAP2.
Bei Bestehen erhalten die Absolventen das Eidgenössische Fähigkeitszeugnis.

### Allgemeinbildung
Im allgemein bildenden Unterricht wird Sport, Gesellschaft, Sprache und Kommunikation vermittelt.

### Fachunterricht
Der Fachunterricht umfasst:
- Pflanzenbau: allgemeiner Pflanzenbau, Alp- und Berglandwirtschaft und Wahlmöglichkeiten
- Tierhaltung: allgemein und Wahlmöglichkeiten
- Landtechnik und Werkstatt
- Betriebswirtschaft

## Aufteilung der Lernenden auf die verschiedenen Fachbereiche
In allen Berufen ist der schulische Bereich ein Bestandteil des Qualifikationsverfahrens. Bei Bestehen der Prüfung erhalten die Berufslernenden ein eidgenössisches Fähigkeitszeugnis (EFZ) bzw. das Eidgenössische Berufsattest (EBA).